# Joseph Lee Galloway
Joseph Lee Galloway (ur. 13 listopada 1941 w Refugio, zm. 18 sierpnia 2021 w Concord) – amerykański dziennikarz, korespondent wojenny, publicysta, felietonista.

## Życiorys
Pochodził z Refugio w Teksasie. Poślubił swoją pierwszą żonę, Theresę Magdalene Null, w październiku 1964 roku i pozostali małżeństwem aż do jej śmierci 26 stycznia 1996 roku z powodu raka. Razem mieli dwóch synów, Joshuę i Lee. W 1998 roku Galloway poślubił Karen Metsker, jednak doszło do rozwodu w 2003 roku, 13 maja 2012  w Las Vegas poślubił dr Gracie Liem Lim Suan Tzu, przyjaciółkę od ponad 45 lat. W ceremonii uczestniczył były senator USA Max Cleland i weterani 7. Kawalerii John Henry Irsfeld i Dennis Deal. Państwo Galloway mieszkali do śmierci Josepha w Concord w Karolinie Północnej.
Od 2013 roku pracował jako specjalny konsultant projektu upamiętniającego 50. rocznicę wojny w Wietnamie, prowadzonego przez Biuro Sekretarza Obrony, a także był konsultantem przy produkcji Kena Burnsa, dokumentu o historii wojny w Wietnamie, wyemitowanej w telewizji na jesień 2017 roku przez PBS. Jest także byłym konsultantem do spraw wojskowych w sieci gazet Knight-Ridder i był felietonistą McClatchy Newspapers.
Podczas wojny wietnamskiej pracował jako korespondent wojenny u boku wojsk amerykańskich, którymi się zajmował i został odznaczony Brązową Gwiazdą w 1998 roku za przetransportowanie ciężko rannego mężczyzny w bezpieczne miejsce, gdy był pod bardzo ciężkim ostrzałem wroga w 1965 roku.

## Nagrody
W 1991 roku Galloway otrzymał nagrodę National Magazine Award za artykuł z okładki US News o bitwach w dolinie Ia Đrăng w Wietnamie. W 1992 roku otrzymał Nagrodę Nowych Mediów National VFW za reportaż o wojnie w Zatoce Perskiej dla US News. W 2002 roku Galloway otrzymał nagrodę Roberta Deniga za Wyjątkową Służbę Korespondentów Bojowych Korpusu Piechoty Morskiej USA Assn. W 2005 roku otrzymał nagrodę Tex McCrary Award of Congressional Medal of Honor Society.
1 maja 1998 Galloway został odznaczony Brązową Gwiazdą. Medal był w uznaniu jego bohaterstwa z 15 listopada 1965 roku, podczas bitwy pod Ia Đrăng, pierwszej większej bitwy wojsk amerykańskich i północnowietnamskich w wojnie wietnamskiej. Galloway był obecny jako dziennikarz. W czasie walk z narażeniem własnego bezpieczeństwa udzielał pomocy rannym żołnierzom. Jego działania zostały przedstawione w filmie Byliśmy żołnierzami, w którym gra go aktor Barry Pepper. Jest jedynym cywilem, który otrzymał od armii amerykańskiej Brązową Gwiazdę za waleczność i bohaterstwo w wojnie w Wietnamie.
W styczniu 2025 został pośmiertnie odznaczony Prezydenckim Medalem Obywatelskim.